# Tep Tep
Tep Tep es una iniciada jedi ficticia perteneciente al universo Star Wars.

## Concepto y creación
El personaje de Tep Tep fue dado a conocer al público en 2023 tras el anuncio de la tercera fase de la línea editorial de Star Wars, Star Wars: The High Republic. Durante dicho anuncio oficial, Alyssa Wong, persona cocreadora del personaje, afirmó lo siguiente al describir a Tep Tep:

El diseño de Tep Tep se basa en una paloma con volantes, de esas elegantes con plumas rizadas. Es una niña alcediana tímida, suave y esponjosa que ama a los animales, especialmente los grandes y carnívoros. Hay un grupo de cinco acklays que morirían por ella, y en la portada de Escape from Valo, ella sostiene un bebé nexu. Los Jedi no se adhieren a estructuras familiares, pero Tep Tep es básicamente la hermana pequeña de todos.

Finalmente fue introducida de forma oficial en la novela juvenil de 2024 Escape from Valo, coescrita por Alyssa Wong y Daniel José Older. En la novela Tep Tep es introducida como una joven y tímida iniciada jedi con una fuerte conexión con la naturaleza. Ella pertenece a la raza ficticia alcediana.
En la misma novela se confirma que Tep Tep es una mujer trans, revelándose que un año antes a los acontecimientos de la historia principal comenzó a dejarse crecer el pelo, cambió su nombre y se mudó a otro cuarto.

## Apariciones posteriores
Tras su papel principal en Escape from Valo, la historia de Tep Tep continuó en la novela Beware the Nameless, secuela directa de Escape from Valo escrita por Zoraida Córdova. Poco después desempeñó de nuevo un papel protagonista en los audiolibros de 2024 y 2025 Seeds of Starlight y Haunted Starlight, ambos escritos por George Mann. Después de esto protagonizará también la novela juvenil The High Republic: A Valiant Vow, escrita por Justina Ireland, que se publicó el 25 de marzo de 2025 en Estados Unidos.

## Recepción
En una reseña de Chelsea Zukowski para Space Wizards Book Club, esta calificó a Tep Tep como un personaje «pequeño y adorable» y eligió la forma en la que cada personaje aportaba una perspectiva diferente de los acontecimientos.
El 31 de marzo de 2024 la wiki de Star Wars, Wookieepedia, lanzó una publicación celebrando el Día Internacional de la Visibilidad Trans, en la cual incluyó una imagen oficial de Tep Tep junto a otros personajes trans de la franquicia.